# Набоков, Дмитрий Викторович
Дми́трий Ви́кторович Набо́ков (4 января 1977, Новосибирск, СССР — 14 апреля 2019, Новосибирск, Россия) — российский хоккеист, нападающий.

## Биография
Начинал выступать в ХК «Крылья Советов» (Москва). На драфте НХЛ 1995 года был выбран «Чикаго Блэкхокс» в первом раунде под общим 19-м номером, выше всех других россиян на том драфте.
С 1996 играл в Северной Америке, где прошёл все лиги. В сезоне 1997/98 дебютировал в НХЛ за «Чикаго Блэкхокс». В сезоне 1999/2000 играл за «Нью-Йорк Айлендерс».
В 2000 году вернулся в Россию.
Играл за «Ладу» (2000-01), «Металлург» (Новокузнецк) (2001-03), «Сибирь» (2002-03, 2006-07), «Нефтехимик» (2003-04), «Молот-Прикамье» (2004-05), ХК МВД (2005), «Динамо» (Москва) (2006), «Трактор» (2007-08).
С сезона 2008/09 играл в команде «СайПа» (Лаппеенранта, Финляндия). Пользовался любовью болельщиков: на матчах команды можно было увидеть баннеры «Царь Дима». Последние годы играл во второй австрийской лиге за ХК «Дорнбирн».
Умер 14 апреля 2019 года.
Похоронен в Первомайском районе Новосибирска на Инском кладбище (квартал № 1).